# Simsebeek
De Simsebeek is een beek in Vochtig-Haspengouw.
De beek ontspringt in het noorden van Sint-Truiden en het zuiden van Alken bij bronnen nabij Kortenbos, het gehuchtje Beurs in Zepperen, het Kluisbos en de Lampse Beemden in Sint-Joris vormen brongebieden van de beek.
In de gemeente Alken wordt de beek een waterloop van 2de categorie en stroomt er van Sint-Joris richting Alken-Centrum.
Ten noordwesten van Alken-Centrum mondt de Simsebeek uit in de Kleine Herk en de Herk, een zijriviertje van de Demer.
De Simsebeek zorgt regelmatig voor lokale wateroverlast in Alken. In september 1998 was de situatie zo ernstig dat het Belgische leger ingeschakeld werd om mensen te evacueren met rubberen bootjes uit de Laagsimsestraat in Alken.
Dorpen: Sint-Joris · Terkoest · Alken-centrum 

Gehuchten: Blekkenberg · Buls · Hemelsveld · Hulzen · Nachtegaal · Paradijs · Plein · Rozenkrans · Stationsbuurt · Ter Linden · Waterkant · Wolfke · Zwarte Winning

Waterlopen: Herk · Mombeek · Simsebeek · Kozenbeek

Watermolens: Nieuwmolen · Herckermolen · Groenmolen · Dorpsmolen · Gustingenmolen

Stations: Station Alken · Station Hendrikstraat (voormalig)

Belgische gemeenten · Arrondissement Tongeren · Limburg · Vlaanderen